# Ace Bailey (Basketballspieler)
Airious „Ace“ Bailey (* 13. August 2006 in Chattanooga, Tennessee) ist ein US-amerikanischer Basketballspieler. Im NBA-Draft 2025 wurde er an fünfter Stelle von den Utah Jazz ausgewählt.

## Karriere

### Highschool und College
Bailey besuchte zunächst die Boyd‑Buchanan School in Chattanooga und wechselte später zur McEachern High School in Georgia. In seiner Junior‑Saison erzielte er im Schnitt 22 Punkte, 14 Rebounds, 3 Assists und 4 Blocks, als Senior waren es durchschnittlich 32,5 Punkte, 15,5 Rebounds, 3,5 Assists und 2,4 Blocks. Er wurde als McDonald’s All‑American, Jordan Brand Classic‑ und Nike Hoop‑Summit‑Teilnehmer geehrt.
In der Saison 2024/25 spielte er für die Rutgers Scarlet Knights und erreichte im Schnitt 17,6 Punkte, 7,2 Rebounds, 1,3 Blocks und 1,0 Steal pro Spiel bei 46 % FG und 34,6 % 3‑Punkte-Treffer. Dadurch wurde er ins Big Ten All‑Freshman Team und Third‑team All‑Big Ten gewählt.

### NBA-Draft 2025
Am 25. Juni 2025 wählten die Utah Jazz Ace Bailey an fünfter Stelle in der ersten Runde vom NBA‑Draft aus.